# 马丁路德教堂 (林茨)

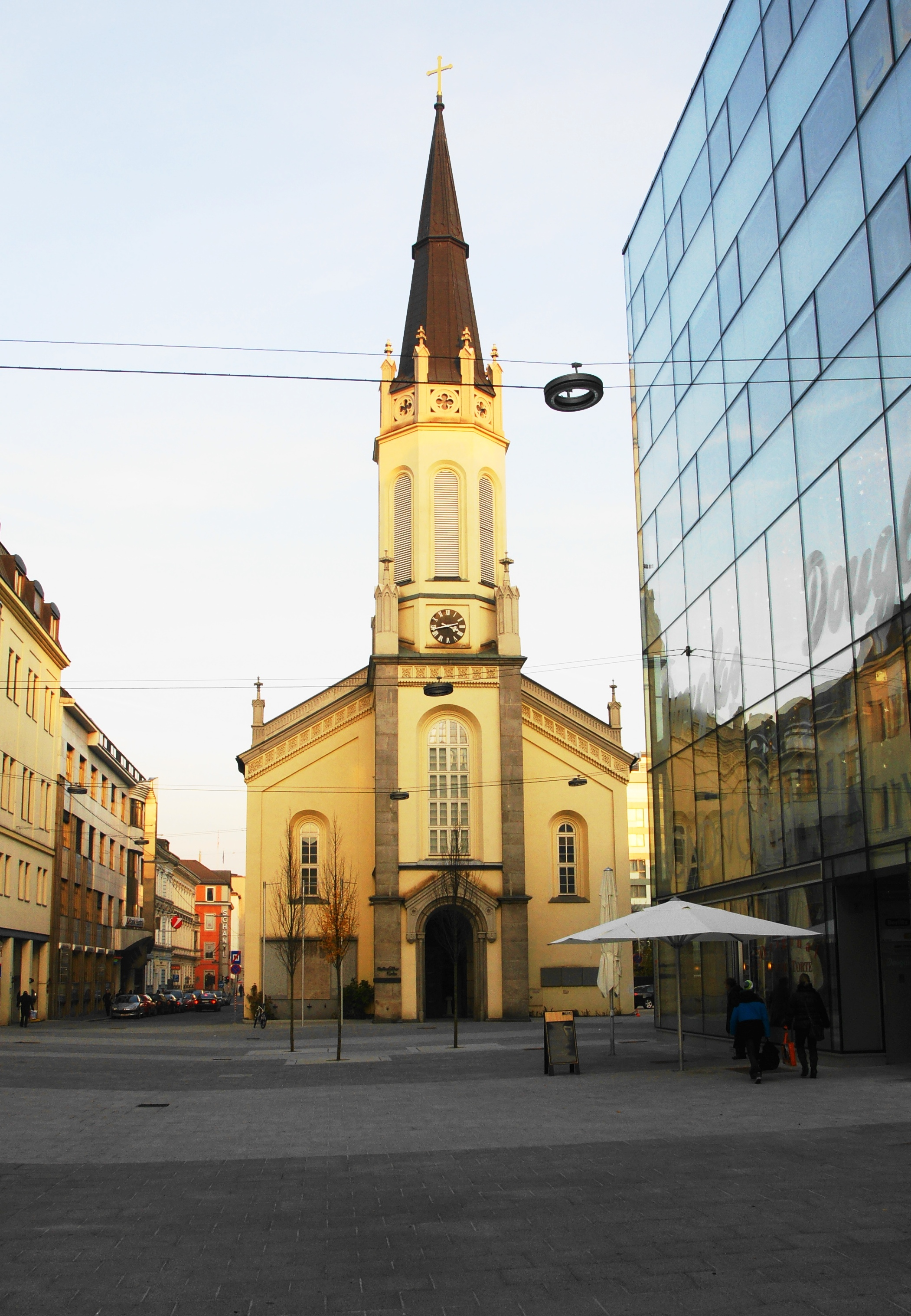

马丁路德教堂（Martin-Luther-Kirche）是一座路德宗教堂。位于上奥地利州林茨新城区（Neustadtviertel）的兰德街（Landstraße）的马丁路德广场（Martin-Luther-Platz），由约翰·吕夫设计，建于1841年至1844年，采用古典主义风格。当时它仍然在林茨的城市界限之外。
该堂是上奥地利福音派教会的总堂。